# The Big Show
The Big Show is een Nederlandse variétéshow uitgezonden op RTL 4 waarin mensen uit het publiek en bekende Nederlanders worden verrast met optredens, grappen en spelletjes. De presentatie is in handen van Ruben Nicolai. Het concept van het programma is gebaseerd op de Britse Michael McIntyre's Big Show.
Het programma werd uitgezonden op zaterdagavond om 20:00 uur.

## Opzet
Het programma bevat verschillende onderdelen, waarvan dit de terugkomende onderdelen zijn:
Send to allNicolai krijgt de telefoon van de bekende Nederlander die te gast is, waarop hij enkele foto's en/of video's bekijkt en vervolgens een beschamend bericht stuurt naar al zijn/haar contacten. Het publiek en de kijkers thuis kunnen meekijken. Verderop in het programma leest Nicolai enkele reacties op het bericht voor. In aflevering 7 gebeurde dit met twee BN'ers.
Ster van de showDe Ster van de show is iemand die onder valse voorwendselen vanuit buiten naar achter de schermen wordt gelokt, waar bijvoorbeeld een fotostudio met acteurs is opgezet, waarna die persoon plots op het podium verschijnt. Diegene mag dan kiezen of hij/zij met hulp van o.a. een zangcoach en choreograaf aan het eind van de show een optreden wil geven. Bij dit optreden zingt hij/zij dan een bekende hit.
Celebrity KaraokeEen bekende artiest komt langs om een deel van een nummer te zingen. Wanneer het refrein start, worden stiekem opgenomen fragmenten uit karaokeavonden van mensen uit het publiek getoond waarin zij dat nummer zingen. Dit wordt twee keer gedaan met een of twee nummers van de betreffende artiest. In aflevering 8 werd er live vanuit het publiek meegezongen.
MidnightgameshowVoor dit onderdeel gaat Nicolai met de crew en figuranten midden in de nacht bij stellen langs in de slaapkamer om een quiz te spelen. Deze quiz eindigt soms met het spel "Bim-bam-bed", een soort Pim-pam-pet waarbij de vragen te maken hebben met de slaapkamer. Een iemand van het stel zit in het complot.

## Afleveringen
| Afl. | Datum            | Gast                          | Celebrity Karaoke                                                                       | Gastoptreden                                                               | Nummer Ster van de show    | Kijkcijfers | Kijkcijfers | Kijkcijfers             |
| Afl. | Datum            | Gast                          | Celebrity Karaoke                                                                       | Gastoptreden                                                               | Nummer Ster van de show    | Lineair     | Rang        | Incl. uitgesteld kijken |
| ---- | ---------------- | ----------------------------- | --------------------------------------------------------------------------------------- | -------------------------------------------------------------------------- | -------------------------- | ----------- | ----------- | ----------------------- |
| 1    | 29 oktober 2022  | Patrick Martens               | Gerard Joling - Maak me gek & Liefde op het eerste gezicht                              | Jonathan Vroege & Stanley Burleson & Aladdin-ensemble - Zo'n vriend als ik | Zin in jou (Yves Berendse) | 1.047.000   | 3           | 1.142.000               |
| 2    | 5 november 2022  | Miljuschka Witzenhausen       | Trijntje Oosterhuis - Touch Me There                                                    | Luana - Highway to Hell                                                    | Hallelujah                 | 830.000     | 9           | 919.000                 |
| 3    | 12 november 2022 | Hans Kazàn                    | OG3NE - Lights and Shadows & Jolene                                                     | Magic Unlimited                                                            | Ik hou van jou             | 801.000     | 10          | 871.000                 |
| 4    | 19 november 2022 | Jamai Loman                   | Nielson - Sexy als ik dans                                                              | Davina Michelle - I Said No Sir                                            | Arcade                     | 764.000     | 10          | 843.000                 |
| 5    | 26 november 2022 | Heleen van Royen              | n.v.t.                                                                                  | Willem & Jan - Tussen jou en mij Sittah & Angels Inc.                      | You're the Voice           | 709.000     | 14          | 818.000                 |
| 6    | 3 december 2022  | Gerard Ekdom                  | Ruth Jacott - Vrede & Blijf bij mij                                                     | Alfredo Lorenzo                                                            | Just Say Hello!            | 551.000     | 19          | 643.000                 |
| 7    | 10 december 2022 | René Froger en Natasja Froger | K3 - Kusjesdag & Oya lélé                                                               | The 100 Voices of Gospel - I'm Still Standing & Oh, Happy Day              | Easy on Me                 | 571.000     | 16          | 658.000                 |
| 8    | 17 december 2022 | Hugo Kennis                   | Berget Lewis - Santa Claus Is Comin' to Town & It's the Most Wonderful Time of the Year | n.v.t.                                                                     | You Say                    | 860.000     | 10          | 896.000                 |